# Flugplatz Húsafell

i8
i11
i13
Der Flugplatz Húsafell (ICAO-Code: BIHZ) liegt im Westen von Island in der Gemeinde Borgarbyggð.
Dieser Flugplatz liegt auf einer Landzunge zwischen den Flüssen Suttá und Kaldá, die zusammen in die Hvítá münden.
Er wurde am Ende der 1970er Jahre mit einer Länge von 500 m angelegt, als die Anzahl der Häuser und Sommerhäuser in Húsafell anstieg.
Anfang der 1980er Jahre wurde die Start- und Landebahn auf 800 m verlängert.
Sie hat die Richtung 10/28 und ist 2017 bei der isländischen Luftfahrtbehörde Isavia mit 740 × 18 m mit einer Schotteroberfläche verzeichnet.